# Milorad Krivokapić (vízilabdázó)
Milorad Krivokapić (Herceg Novi, 1956. január 8. –) olimpiai bajnok jugoszláv válogatott montenegrói vízilabdázó, kapus, edző. A szerb vízilabda-szövetség elnöke (2014–2018).

## Pályafutása
A Vijela, majd a kotori Primorac kapusa volt. Ezt követően a belgrádi Partizan, majd az olasz Posillipo csapatában szerepelt. 1979 és 1987 között a jugoszláv válogatott tagja volt. Az 1980-as moszkvai olimpián ezüst-, az 1984-es Los Angeles-i játékokon aranyérmes lett a csapattal.
Visszavonulása után a Crvena zvezda vezetőedzője lett. Ezt követően a jugoszláv korosztályos válogatott csapatoknál dolgozott játékosválogatóként és szakmai stratégiát dolgozott ki a vízilabda fejlesztésére. 2002 és 2014 között a szaúdi válogatott szövetségi kapitányaként tevékenykedett.
2014 és 2018 között a szerb vízilabda-szövetség elnöke volt.

## Sikerei, díjai
- Olimpiai játékok
  - aranyérmes: 1984, Los Angeles
  - ezüstérmes: 1980, Moszkva